# Neutrofiele granulocyt

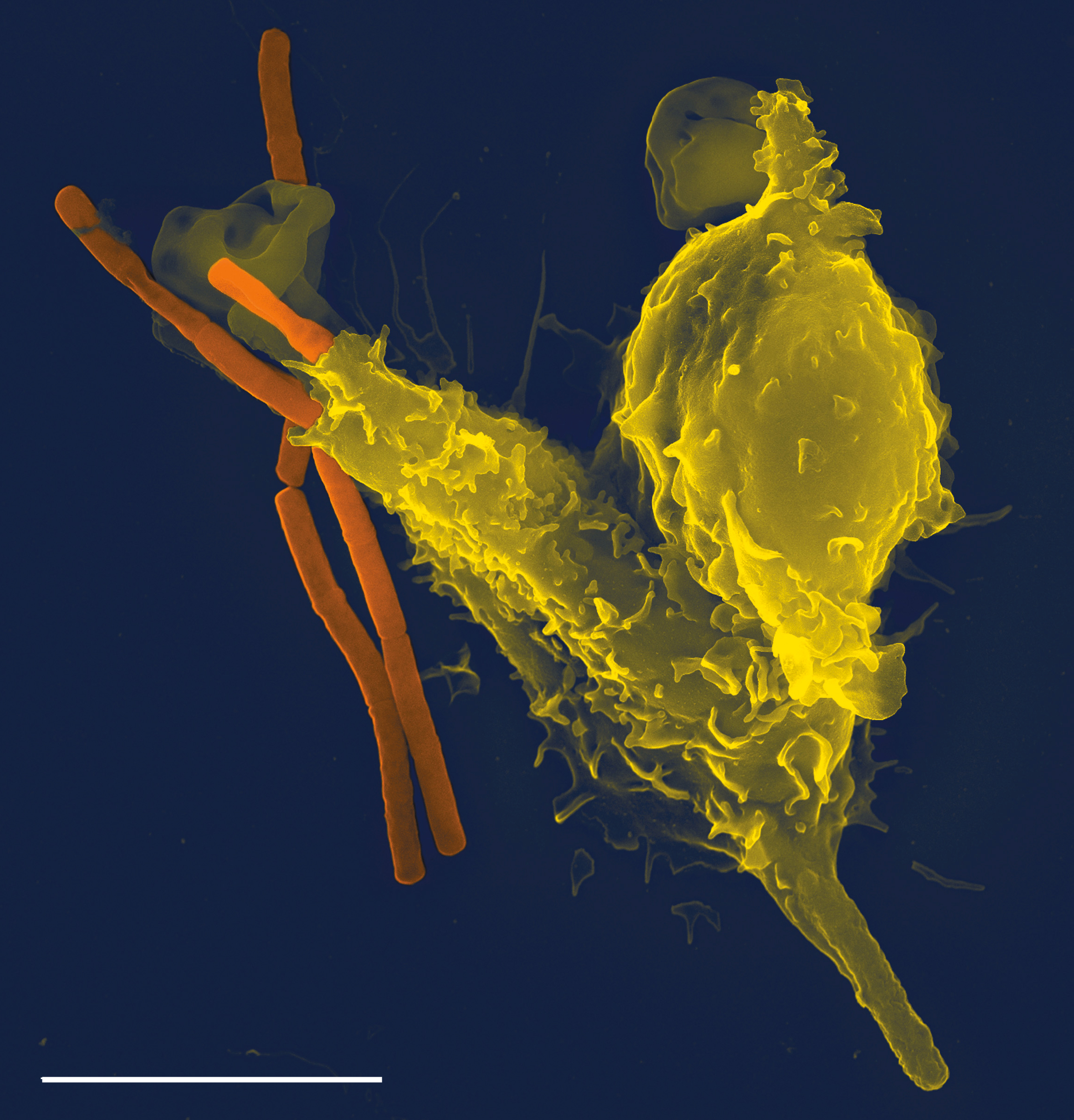
Microscopische opname van een neutrofiele granulocyt (geel) die een miltvuurbacterie (Bacillus anthracis, oranje) opslokt door middel van fagocytose.

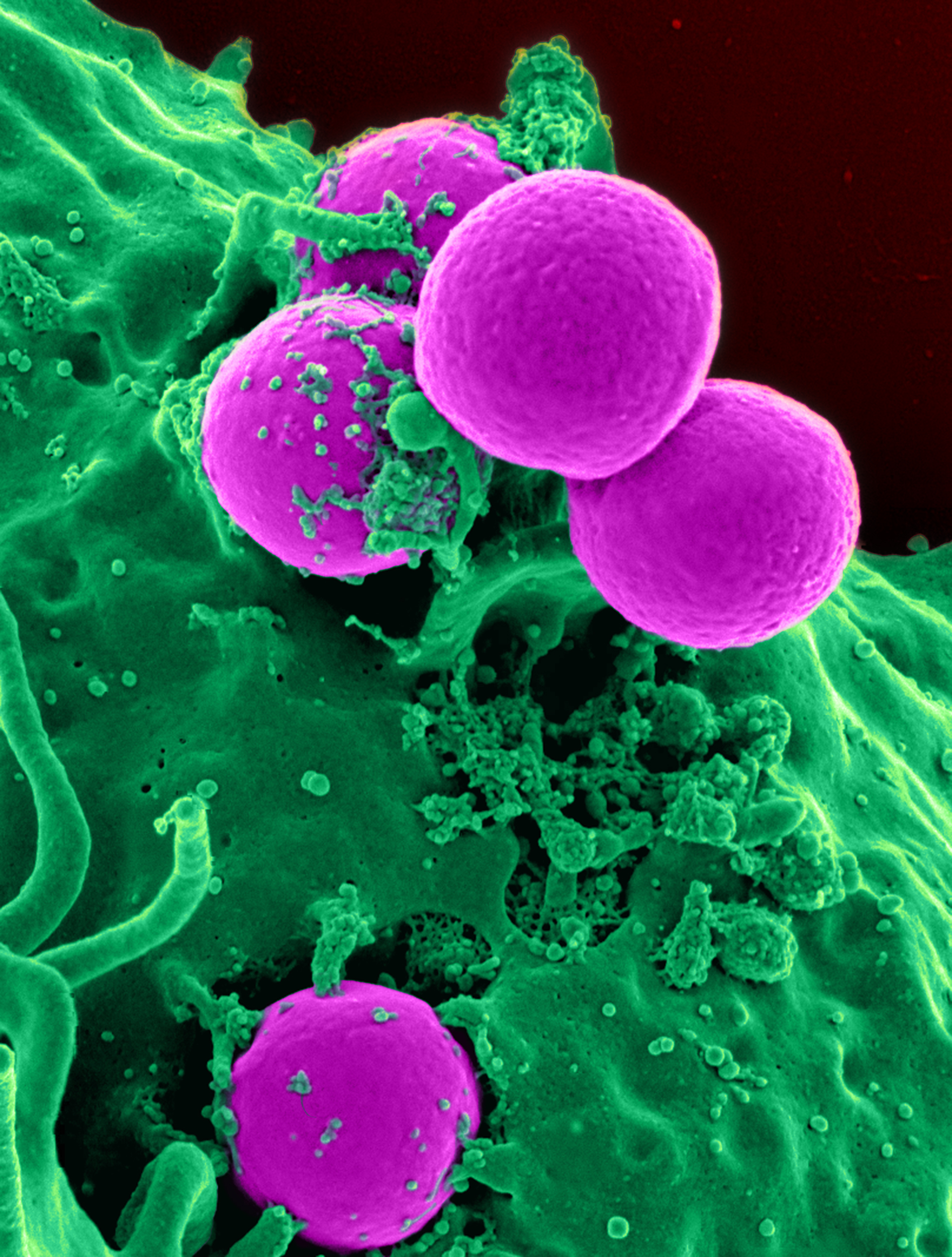
Neutrofiele granulocyt die MRSA-bacteriën opneemt.

Een neutrofiele granulocyt of kortweg neutrofiel is een granulaire witte bloedcel die een essentieel onderdeel vormt van het immuunsysteem. Neutrofielen vormen de grootste groep leukocyten en maken ongeveer 60% uit van het totale aantal witte bloedcellen dat in een gezond lichaam aanwezig is. Neutrofiele granulocyten zijn kort levende cellen die de primaire immuunrespons vormen waarmee infecties snel gecontroleerd worden. Neutrofielen fagocyteren bacteriën, virussen en schimmels: ze zorgen ervoor dat deze vernietigd worden. Een tekort aan neutrofielen (neutropenie) leidt tot een grotere gevoeligheid voor vooral bacteriële infecties.
Een neutrofiel is een volgroeide granulaire witte bloedcel met een kern van twee tot vijf kwabben die met elkaar verbonden zijn door dunne chromatinedraden. De granulairen van de neutrofiel verkleuren door opname van een mengsel van zure en basische kleurstoffen; vandaar de naam neutrofiel (neutraal; noch zuur noch basisch). 
De hoofdfunctie van de neutrofielen bestaat uit het opnemen en verteren van specifieke stoffen en vooral van schadelijke bacteriën. Dit proces van opname en inwendige vertering wordt fagocytose genoemd. Neutrofielen maken zich groter tot een soort capsule waarin de ziekteverwekker wordt gevangen. De ruimte waarin indringers vastzitten heet het fagosoom. De granulairen in de neutrofielen bevatten afbraakenzymen die in fagosoom vrijkomen om de indringers te verteren. Heel wat neutrofiele granulocyten overleven de strijd niet; veel dode granulocyten kunnen het lichaam verlaten als pus of etter.
De kern van een oudere neutrofiel is verdeeld in segmenten. In een vroeger stadium van de ontwikkeling van deze cel is de kern nog staafvormig. Een relatief grote hoeveelheid staafkernigen (dus veel jonge cellen) wordt geduid als een "linksverschuiving" en is een teken van acute infectie. Bij een absoluut verhoogd aantal (staafkernige) neutrofiele granulocyten kan worden gedacht aan afwijkingen in het beenmerg waarbij er te veel leukocyten worden aangemaakt.

## Overzicht hematopoëtische stamcel rode beenmerg
Onderstaand overzicht schetst de verschillende ontwikkelingsstadia van witte bloedcellen. Neutrofielen ontwikkelen zich uit myeloblasten in het rode beenmerg. De promyelocyten zijn precursors van de uiteindelijke granulocyten. 
| Hematopoëse            | Hematopoëse          | Hematopoëse            | Hematopoëse | Hematopoëse | Hematopoëse | Hematopoëse | Hematopoëse | Hematopoëse     | Hematopoëse    |
| ---------------------- | -------------------- | ---------------------- | ----------- | ----------- | ----------- | ----------- | ----------- | --------------- | -------------- |
| Leukopoëse             | Leukopoëse           | Leukopoëse             | Leukopoëse  | Leukopoëse  | Leukopoëse  | Leukopoëse  | Leukopoëse  | Erytropoëse     | Trombopoëse    |
| Myeloblast             | Myeloblast           | Myeloblast             | Monoblast   | Lymfoblast  | Lymfoblast  | Lymfoblast  |             | Pro-erytroblast | Megakaryoblast |
| Myeloblast             | Myeloblast           | Myeloblast             | Monoblast   | Lymfoblast  | Lymfoblast  | Lymfoblast  | Erytroblast |                 | Megakaryoblast |
| Myeloblast             | Myeloblast           | Myeloblast             | Monoblast   | Lymfoblast  | Lymfoblast  | Lymfoblast  | Normoblast  |                 | Megakaryoblast |
| Promyelocyt            | Promyelocyt          | Promyelocyt            | Monocyt     | Lymfocyt    | Lymfocyt    | Lymfocyt    | Reticulocyt | Megakaryocyt    |                |
| Neutrofiele granulocyt | Basofiele granulocyt | Eosinofiele granulocyt | Macrofaag   | B-cel       | T-cel       | NK-cel      | Mastocyt    | Erytrocyt       | Trombocyt      |